# Frestelser
Frestelser är en skiva från 1990 med Claes Janson. Inledningsspåret Har du kvar din röda cykel?, med text och musik av Anders och Hans Widmark, nådde listplaceringar på Svensktoppen. Albumet var Grammis-nominerat 1990.

## Låtlista
1. Har du kvar din röda cykel? (Anders Widmark/Hans Widmark) – 4:56
2. Allt går igen (Henry Glover/Thomas Lindroth) – 4:00
3. Maria Magdalena (Anders Widmark/Finn Zetterholm/Rune Andersson) – 2:56
4. Jordasång (Blott en dag) (Oscar Ahnfelt/Lina Sandell-Berg/Thomas Lindroth) – 3:48
5. Bebop Calypso (Thomas Jutterström/Claes Janson) – 4:53
6. Alltid bakåt (Anders Widmark) – 5:10
7. Mist nå't (Erroll Garner/Johnny Burke/Thomas Lindroth) – 4:57
8. Jag har en tro på dig (Ray Noble/Claes Janson) – 5:21
9. Till havs (Gustaf Nordqvist/Jonatan Reuter) – 4:12
10. Jag har drömt (U Wallander/Dan Andersson) – 4:48

## Medverkande
- Claes Janson – sång
- Anders Widmark – piano
- Thomas Jutterström – hammondorgel, synt
- Kjell Öhman – hammondorgel
- Teddy Walter – bas
- André Ferrari – trummor, slagverk
- Nils Landgren
- m fl